# 赵训
趙训（1129年—？），北宋皇子。 
宋朝第九代皇帝宋钦宗赵桓的第三子。《宋史》卷二四六·宗室传称之为：“训乃北地所生……后有自北至者，曰：‘渊圣小大王训，见居五国城’。”1127年，靖康之变，宋徽宗、宋钦宗被金兵所虏，建炎三年（1129年）七月初六日，宋钦宗的郑夫人（郑庆云）生子赵训。其后命运不详。　